# Pentanol
Všechny údaje v infoboxu platí pro pentan-1-ol.
Pentanol, nebo pentylalkohol, též amylalkohol je organická sloučenina, alifatický nasycený alkohol (alkanol) s pěti atomy uhlíku v molekule. Vytváří celkem osm izomerů (viz tabulka z grafických důvodů umístěná níže):
Ester pentanolu s kyselinou máselnou má meruňkovou vůni, ester s kyselinou octovou má banánovou vůni.

## Příprava
Pentanol může být připraven frakční destilací směsi mastných alkoholů. Je součástí fosilních paliv. Probíhá výzkum, který se snaží najít efektivní metody využívající kvašení k produkci biopentanolu.

## Použití
Pentanol může být použit jako rozpouštědlo na povlaky CD a DVD.
Také se používá jako náhrada benzinu.
| Triviální název                                              | Struktura | Typ        | Systematický název      | Bod varu (°C) |
| ------------------------------------------------------------ | --------- | ---------- | ----------------------- | ------------- |
| n-pentylalkohol                                              |           | primární   | 1-Pentanol              | 138,5         |
| isobutyl karbinol nebo isopentylalkohol nebo isoamyl alkohol |           | primární   | 3-Methyl-1-butanol      | 131,2         |
|                                                              |           | primární   | 2-Methyl-1-butanol      | 128,7         |
| terciární butylkarbinol nebo neopentylalkohol                |           | primární   | 2,2-Dimethyl-1-propanol | 113,1         |
| diethylkarbinol                                              |           | sekundární | 3-pentanol              | 115,3         |
| methyl(n)propylkarbinol                                      |           | sekundární | 2-pentanol              | 118,8         |
| methylisopropylkarbinol                                      |           | sekundární | 3-methyl-2-butanol      | 113,6         |
| dimethylethylkarbinol nebo terciární amylalkohol             |           | terciární  | 2-methyl-2-butanol      | 102           |